# Carmel (Indiana)
Carmel – miasto w Stanach Zjednoczonych, w stanie Indiana, w hrabstwie Hamilton. Jest jednym z największych przedmieść Indianapolis i stanowi kluczowy element obszaru metropolitalnego Indianapolis–Carmel–Greenwood. Jest regularnie uznawane za jedno z najlepszych miejsc do życia w Stanach Zjednoczonych (w tym 2. miejsce w rankingu US News za lata 2025–2026).

## Demografia
Pod względem demograficznym, Carmel staje się coraz bardziej zróżnicowane etnicznie. Choć dominują biali niebędący Latynosami (75,7%), rośnie udział Azjatów (11,6%), wśród których większość stanowią Hindusi i Chińczycy. Mieszkańcy pochodzenia latynoskiego stanowią 5%, a czarnoskórzy lub Afroamerykanie – 3,7%. 12,9% mieszkańców Carmel urodziło się poza granicami USA.
Carmel charakteryzuje się wysokim poziomem zamożności mieszkańców. Dochód per capita znacząco przekracza średnią krajową, osiągając 70–80 tys. dolarów, a wskaźnik ubóstwa jest wyjątkowo niski, oscylując wokół 3%. Ta zamożność wynika z dobrze wykształconej siły roboczej, oraz szerokiego rynku pracy w sektorach takich jak technologie, finanse i ubezpieczenia.

## Urbanistyka
Jedną z najbardziej rozpoznawalnych cech urbanistycznych Carmel jest rozległe zastosowanie rond. Od początku XXI wieku władze miasta aktywnie promowały ich budowę, zastępując nimi tradycyjne skrzyżowania z sygnalizacją świetlną. Szacuje się, że Carmel posiada ponad 150 rond, co czyni je miastem o największej liczbie rond w Stanach Zjednoczonych. 